# Frederick Howard, V conte di Carlisle
Frederick Howard, quinto conte di Carlisle (Castle Howard, 28 maggio 1748 – Castle Howard, 4 settembre 1825), è stato un nobile, politico e scrittore britannico.

## Biografia
Frederick Howard era figlio di Henry Howard, IV conte di Carlisle e della sua seconda moglie, Isabella Byron. Isabella era figlia di William Byron, IV barone Byron e di sua moglie, Frances Berkeley, una discendente di John Berkeley, I barone Berkeley di Stratton. Ella era anche sorella di William Byron, V barone Byron e quindi prozia di George Gordon Byron, VI barone Byron, il famoso poeta inglese dell'Ottocento.
Durante la sua gioventù, il futuro conte di Carlisle ebbe per tutore George Augustus Selwyn e si distinse per essere un ragazzo sensibile al fascino della moda e dei piaceri del suo tempo. Egli venne creato cavaliere dell'Ordine del Cardo nel 1767. Dopo aver raggiunto i trent'anni, venne nominato membro di una commissione inviata da Frederick North, lord North per tentare una riconciliazione tra l'Inghilterra e le Tredici colonie nel corso della Guerra d'indipendenza americana, ma ricevette una strenua opposizione da parte dei rivoluzionari in America. Il fallimento dell'ambasciatra non fu però a causa dell'incapacità del conte che ne guidava la schiera, ma a causa della poca popolarità del governo dal quale era stato insignito di questa autorità. Egli era invece considerato un valido diplomatico per la sua epoca e venne pertanto nominato Lord Luogotenente d'Irlanda nel 1780.
Malgrado l'epoca fortemente tartassata da continui conflitti che coinvolsero a pieno titolo la Gran Bretagna, il conte di Carlisle riuscì a trascorrere due anni di calma e prosperità in Irlanda, contribuendo alla formazione della banca nazionale assieme ad altre misure che garantirono benefici permanenti all'isola. Nel 1789, nelle discussioni sulla reggenza, il conte di Carlisle prese le parti del principe di Galles.
Nel 1791 si oppose alla politica proposta da William Pitt il giovane che proponeva di evitare lo smembramento dell'Impero ottomano ad opera dell'Impero russo; con lo scoppio della Rivoluzione francese, però, il conte di Carlisle lasciò la propria opposizione e sostenne vigorosamente la causa della guerra. Egli decise quindi di ritirarsi dall'Ordine del Cardo e venne insignito dell'Ordine della Giarrettiera nel 1793. Nel 1815 si oppose alle Corn Laws, ma già a quell'epoca e sino alla propria morte non prese parte attivamente alla politica né alla vita pubblica inglese.
Nel 1798 fu tra coloro che acquistarono parte della Orleans Collection, in prevalenza dipinti che oggi si trovano ancora a Castle Howard.

## Opere
Lord Carlisle fu anche autore di diversi trattati politici, poesie e due tragedie:
1. Poems, Londra, 1773
2. The Father's Revenge (tragedia in cinque atti), Londra, 1783
3. To Sir J. Reynolds, (verdi), Londra, 1790
4. A Letter to Earl FitzWilliam, Londra, 1795
5. The Crisis, Londra, 1798
6. Unite or Fall, Londra, 1798
7. The Stepmother, (tragedia), Londra, 1800
8. The Tragedies and Poems of Frederick, Earl of Carlisle, Londra, 1801
9. Verses on the Death on Lord Nelson, Londra, 1806
10. Thoughts on the present Condition of the Stage, Londra, 1808
11. Miscellanies, Londra, 1820

## Matrimonio e figli
Il 22 marzo 1770, Frederick sposò Margaret Caroline Leveson-Gower (m. 27 gennaio 1824). Margaret era figlia di Granville Leveson-Gower, I marchese di Stafford e di sua moglie Louisa, figlia di Scroop Egerton, I duca di Bridgewater. La coppia ebbe i seguenti figli:
- Isabella Caroline Howard (1771–1848), sposò John Campbell, I barone Cawdor il 27 luglio 1789 ed ebbe discendenza
- George Howard, VI conte di Carlisle (1773–1848), si sposò ed ebbe discendenza
- Charlotte Howard (nata e morta nel 1774).
- Susan Maria Howard (1776–1783)
- Louisa Howard (1778–1781)
- Elizabeth Howard (13 novembre 1780 – 29 novembre 1825), sposò John Manners, V duca di Rutland il 22 aprile 1799 ed ebbe discendenza
- William Howard (1781–1843), deputato al parlamento
- Gertrude Howard (1783–1870), sposò William Sloane-Stanley il 23 giugno 1806 ed ebbe discendenza
- Maggiore Frederick Howard (6 dicembre 1785 – 18 giugno 1815), ucciso nella Battaglia di Waterloo, sposò Frances Susan Lambton ed ebbe discendenza, tra cui Frederick John Howard
- Henry Edward John Howard (1795–1868), si sposò ed ebbe discendenza

## Ascendenza
|                                       |                                 |                                                  | Genitori                                     |  |  | Nonni |  |  | Bisnonni                            |  |  | Trisnonni                           |  |
|                                       |                                 |                                                  |                                              |  |  |       |  |  | Edward Howard, II conte di Carlisle |  |  | Charles Howard, I conte di Carlisle |  |
|                                       |                                 |                                                  |                                              |  |  |       |  |  | Edward Howard, II conte di Carlisle |  |  | Charles Howard, I conte di Carlisle |  |
|                                       |                                 | Anne Howard                                      |                                              |  |  |       |  |  | Edward Howard, II conte di Carlisle |  |  |                                     |  |
| Charles Howard, III conte di Carlisle |                                 |                                                  |                                              |  |  |       |  |  | Edward Howard, II conte di Carlisle |  |  |                                     |  |
|                                       |                                 | Elizabeth Uvedale                                | William Uvedale                              |  |  |       |  |  |                                     |  |  |                                     |  |
|                                       |                                 | Elizabeth Uvedale                                | William Uvedale                              |  |  |       |  |  |                                     |  |  |                                     |  |
|                                       |                                 | Elizabeth Uvedale                                | Victoria Cary                                |  |  |       |  |  |                                     |  |  |                                     |  |
| Henry Howard, IV conte di Carlisle    |                                 | Elizabeth Uvedale                                |                                              |  |  |       |  |  |                                     |  |  |                                     |  |
|                                       |                                 | Arthur Capell, I conte di Essex                  | Arthur Capell, I barone Capell               |  |  |       |  |  |                                     |  |  |                                     |  |
|                                       |                                 | Arthur Capell, I conte di Essex                  | Arthur Capell, I barone Capell               |  |  |       |  |  |                                     |  |  |                                     |  |
|                                       |                                 | Arthur Capell, I conte di Essex                  | Elizabeth Morrison                           |  |  |       |  |  |                                     |  |  |                                     |  |
| Anne de Vere Capell                   |                                 | Arthur Capell, I conte di Essex                  |                                              |  |  |       |  |  |                                     |  |  |                                     |  |
|                                       |                                 | Elizabeth Percy                                  | Algernon Percy, X conte di Northumberland    |  |  |       |  |  |                                     |  |  |                                     |  |
|                                       |                                 | Elizabeth Percy                                  | Algernon Percy, X conte di Northumberland    |  |  |       |  |  |                                     |  |  |                                     |  |
|                                       |                                 | Elizabeth Percy                                  | Anne Cecil                                   |  |  |       |  |  |                                     |  |  |                                     |  |
| Frederick Howard, V conte di Carlisle |                                 | Elizabeth Percy                                  |                                              |  |  |       |  |  |                                     |  |  |                                     |  |
|                                       | William Byron, III barone Byron | Richard Byron, II barone Byron                   |                                              |  |  |       |  |  |                                     |  |  |                                     |  |
|                                       | William Byron, III barone Byron | Richard Byron, II barone Byron                   |                                              |  |  |       |  |  |                                     |  |  |                                     |  |
|                                       | William Byron, III barone Byron | Elizabeth Rossell                                |                                              |  |  |       |  |  |                                     |  |  |                                     |  |
| William Byron, IV barone Byron        | William Byron, III barone Byron |                                                  |                                              |  |  |       |  |  |                                     |  |  |                                     |  |
|                                       |                                 | Elizabeth Chaworth                               | John Chaworth, II visconte Chaworth          |  |  |       |  |  |                                     |  |  |                                     |  |
|                                       |                                 | Elizabeth Chaworth                               | John Chaworth, II visconte Chaworth          |  |  |       |  |  |                                     |  |  |                                     |  |
|                                       |                                 | Elizabeth Chaworth                               | Elizabeth Noel                               |  |  |       |  |  |                                     |  |  |                                     |  |
| Isabella Byron                        |                                 | Elizabeth Chaworth                               |                                              |  |  |       |  |  |                                     |  |  |                                     |  |
|                                       |                                 | William Berkeley, IV barone Berkeley di Stratton | John Berkeley, I barone Berkeley di Stratton |  |  |       |  |  |                                     |  |  |                                     |  |
|                                       |                                 | William Berkeley, IV barone Berkeley di Stratton | John Berkeley, I barone Berkeley di Stratton |  |  |       |  |  |                                     |  |  |                                     |  |
|                                       |                                 | William Berkeley, IV barone Berkeley di Stratton | Christiana Riccard                           |  |  |       |  |  |                                     |  |  |                                     |  |
| Frances Berkeley                      |                                 | William Berkeley, IV barone Berkeley di Stratton |                                              |  |  |       |  |  |                                     |  |  |                                     |  |
|                                       |                                 | Frances Temple                                   | John Temple                                  |  |  |       |  |  |                                     |  |  |                                     |  |
|                                       |                                 | Frances Temple                                   | John Temple                                  |  |  |       |  |  |                                     |  |  |                                     |  |
|                                       |                                 | Frances Temple                                   | Jane Yarner                                  |  |  |       |  |  |                                     |  |  |                                     |  |
|                                       |                                 | Frances Temple                                   |                                              |  |  |       |  |  |                                     |  |  |                                     |  |

## Onorificenze
- Wikimedia Commons contiene immagini o altri file su Frederick Howard, V conte di Carlisle